# (3082) Dzhalil
(3082) Dzhalil est un astéroïde de la ceinture principale.

## Description
(3082) Dzhalil est un astéroïde de la ceinture principale. Il fut découvert le 17 mai 1972 à Naoutchnyï par Tamara Smirnova et appelé en hommage à Moussa Djalil, un poète soviétique tatar. Il présente une orbite caractérisée par un demi-grand axe de 2,58 UA, une excentricité de 0,08 et une inclinaison de 10,3° par rapport à l'écliptique.

## Compléments